# عبدللینو (شهرستان بورایفسکی، باشقیرستان)
عبدللینو (انگلیسی: Abdullino, Burayevsky District, Bashkortostan) یک شهرک در شهرستان بورایفسکی باشقیرستان کشور روسیه است.